# 구스타프 폰 방겐하임
구스타프 폰 방겐하임(독일어: Gustav von Wangenheim, 1895년 2월 18일 ~ 1975년 8월 5일)는 20세기 독일의 배우, 영화 감독이다. 고전 영화 《노스페라투: 공포의 교향곡》(1922)에서 주인공 토마스 후터(조너선 하커)를 연기했다. 독일 공산당 당원이자 자유 독일 국민위원회의 창립 멤버이며, 30년대에 소련으로 이주했다가 돌아오기도 했다.

## 출연 작품
- 노스페라투: 공포의 교향곡 (1922)